# Campeonato Catarinense de Futebol Feminino de 2011
O Campeonato Catarinense de Futebol Feminino de 2011 foi a 5ª edição do principal torneio catarinense entre clubes na categoria feminina. A competição iníciou em 17 de abril e terminou em 19 de junho.

## O campeonato
O Campeonato Catarinense de Futebol Feminino de 2011 contou com a participação de 5 clubes.

### Equipes Participantes
| Equipe     | Município      | Estádio                 | Títulos |
| ---------- | -------------- | ----------------------- | ------- |
| Avaí       | Florianópolis  | Ressacada               | ---     |
| Kindermann | Caçador        | Carlos Alb. Costa Neves | 3       |
| Muller     | Pomerode       | Hermam Kock             | ---     |
| Olympya    | Jaraguá do Sul | João Lúcio da Costa     | 1       |
| Scorpions* | Biguaçu        | Osni Venceslau Machado  | ---     |

*Em 2007 o Scorpions representou a cidade de São José, em 2008 e 2009 fez uma parceria com o Guarani para representar a cidade de Palhoça e em 2010 o Scorpions se juntou à Sociedade Esportiva Pradense e continuou mandando os seus jogos em Palhoça. Para o ano de 2011, continua em parceria com a Pradense mas, desta vez, representando a cidade de Biguaçu.

### Fórmula de Disputa

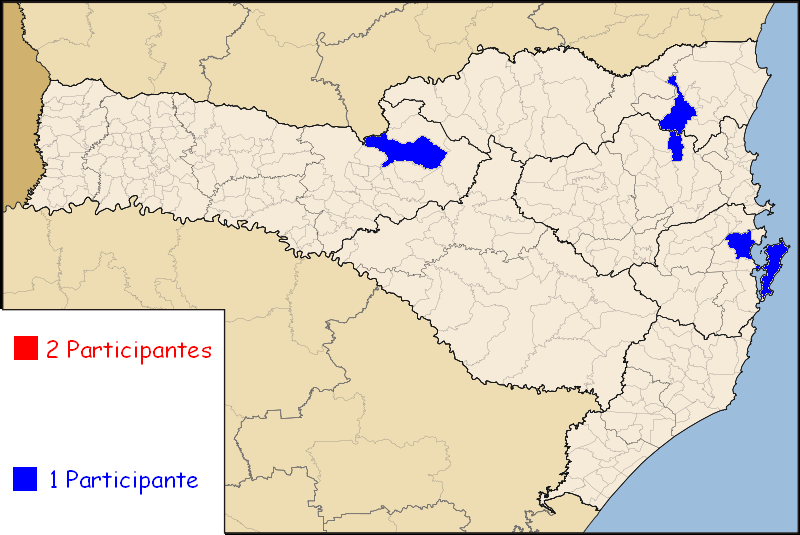
Mapa dos municípios participantes do campeonato

O campeonato foi disputado em 3 fases de Turno, Returno e Final.
TURNO - As equipes jogaram todas entre si, somente em jogos de ida, com contagem de pontos corridos, classificando-se para a 3 ª Fase (FINAIS), apenas a primeira colocada. A equipe que terminou esta Fase em primeiro lugar, foi considerada a CAMPEÃ da 1ª Fase (TURNO).
RETURNO - As equipes também jogaram todas entre si, somente em jogos de volta, invertendo-se apenas o mando de campo dos jogos da 1ª Fase (TURNO), com contagem de pontos corridos, classificando-se para a 3 ª Fase (FINAIS), apenas a primeira colocada. A equipe que terminou esta Fase em primeiro lugar, foi considerada a CAMPEÃ da 2ª Fase (RETURNO).
FINAIS - Foi disputada pelas equipes que foram consideradas Campeães das 1ª e 2ªs Fases (TURNO e RETURNO). Caso uma mesma equipe viesse a ser considerada campeã das 1ª e 2ªs Fases (TURNO e RETURNO), seria classificada para a disputa desta 3ª Fase (FINAIS) a equipe de melhor índice técnico, que, excluída a campeã das 1ª e 2ªs Fases (TURNO e RETURNO), obtivesse o maior número de pontos ganhos na soma daquelas Fases (TURNO e RETURNO). Seria mandante do jogo de volta (segunda partida) a equipe que porventura fosse considerada CAMPEÃ das 1ª e 2ªs Etapas (TURNO e RETURNO). Se as equipes campeãs das 1ª e 2ª Fases (TURNO e RETURNO) fossem distintas, seria mandante do jogo de volta (segunda partida) a equipe que obtivesse o maior número de pontos ganhos na soma das 1ª e 2ªs Fases (TURNO e RETURNO). Seria considerada vencedora da 3ª Fase (FINAIS) a equipe que, após o jogo de volta (segunda partida), obtivesse o maior número de pontos ganhos. Se, ao final do jogo de volta (segunda partida), as equipes terminassem a disputa empatadas em número de pontos ganhos, independente do saldo de gols e de outros índices técnicos, haveria a disputa de uma prorrogação de 30 minutos, em dois tempos de 15 para se conhecer a vencedora desta 3ª Fase (FINAIS). Caso as equipes terminassem a prorrogação do jogo de volta empatada, seria considerada vencedora desta 3ª Fase (FINAIS) a equipe mandante do jogo de volta (segunda partida). A equipe que fosse a vencedora desta 3ª Fase (FINAIS), seria considerada a CAMPEÃ CATARINENSE DE FUTEBOL FEMININO DE 2011.

### Critérios de Desempate
- Maior número de vitórias;
- Maior saldo de gols;
- Maior número de gols pró;
- Confronto direto, somente no caso de empate entre 2 (duas) associações;
- Menor número de cartões vermelhos recebidos;
- Menor número de cartões amarelos recebidos;
- Sorteio público.

### Turno
| 1 | Olympya    | 10 | 4 | 3 | 1 | 0 | 15 | 3  | +12 |
| 2 | Kindermann | 8  | 4 | 2 | 2 | 0 | 16 | 5  | +11 |
| 3 | Avaí       | 5  | 4 | 1 | 2 | 1 | 8  | 7  | +1  |
| 4 | Muller     | 3  | 4 | 1 | 0 | 3 | 6  | 11 | -5  |
| 5 | Scorpions  | 1  | 4 | 0 | 1 | 3 | 3  | 22 | -19 |
| PG - pontos ganhos; J - jogos; V - vitórias; E - empates; D - derrotas; GP - gols pró; GC - gols contra; SG - saldo de gols |            |    |   |   |   |   |    |    |     |

|  |                              |
|  | Classificado para as Finais. |

### Returno
| 1 | Kindermann | 12 | 4 | 4 | 0 | 0 | 15 | 1  | +14 |
| 2 | Muller     | 7  | 4 | 2 | 1 | 1 | 11 | 6  | +5  |
| 3 | Olympya    | 4  | 4 | 1 | 1 | 2 | 5  | 11 | -6  |
| 4 | Avaí       | 6  | 4 | 2 | 0 | 2 | 9  | 7  | +2  |
| 5 | Scorpions  | 0  | 4 | 0 | 0 | 4 | 1  | 16 | -15 |
| PG - pontos ganhos; J - jogos; V - vitórias; E - empates; D - derrotas; GP - gols pró; GC - gols contra; SG - saldo de gols |            |    |   |   |   |   |    |    |     |

|  |                            |
|  | Classificado para a Final. |

### Confrontos
Para ler a tabela, a linha horizontal representa os jogos da equipe como mandante. A coluna vertical indica os jogos da equipe como visitante.
|            | AVA | KIN | MUL | OLY | SCO |
| ---------- | --- | --- | --- | --- | --- |
| Avaí       | —   | 0–4 | 3–1 | 5–0 | 1–1 |
| Kindermann | 3–3 | —   | 3–0 | 4–1 | 9–0 |
| Muller     | 3–2 | 1–3 | —   | 1–3 | 7–0 |
| Olympya    | 2–1 | 1–1 | 1–1 | —   | 3–1 |
| Scorpions  | 0–2 | 0–4 | 2–3 | 0–9 | —   |

- Jogos do Turno
- Jogos do Returno

## Final

### Primeiro jogo
| 26 de junho | Olympya | 0 – 3  | Kindermann                                 | ARSEPUM, Jaraguá do Sul        |
| 15:00 h     |         | Súmula | 57' Roberta · 75' Andressinha · 80' Natane | Árbitro: Jakson Renato Pereira |

### Segundo jogo
| 3 de julho | Kindermann    | 1 – 0  | Olympya | Carlos Alb. Costa Neves, Caçador |
| 15:00 h    | Grazyelle 73' | Súmula |         | Árbitro: Edson da Silva          |

Classificação
| 1º | Kindermann | 6 | 2 | 2 | 0 | 0 | 4 | 0 | +4 |  |
| 2º | Olympya    | 0 | 2 | 0 | 0 | 2 | 0 | 4 | -4 |  |
| PG - pontos ganhos; J - jogos; V - vitórias; E - empates; D - derrotas; GP - gols pró; GC - gols contra; SG - saldo de gols; PRO - Gols na Prorrogação |            |   |   |   |   |   |   |   |    |  |

|  |                                                                |
|  | Campeão do Campeonato Catarinense de Futebol Feminino de 2011. |

| Campeão    | Vice-Campeão | Jogo 1 | Jogo 2 | Prorrogação |
| ---------- | ------------ | ------ | ------ | ----------- |
| Kindermann | Olympya      | 3 - 0  | 1 - 0  | –           |

### Classificação geral
| 1 | Kindermann | 20 | 8 | 6 | 2 | 0 | 31 | 6  | +25 |
| 2 | Olympya    | 14 | 8 | 4 | 2 | 2 | 20 | 14 | +6  |
| 3 | Avaí       | 11 | 8 | 3 | 2 | 3 | 17 | 14 | +3  |
| 4 | Muller     | 10 | 8 | 3 | 1 | 4 | 17 | 17 | 0   |
| 5 | Scorpions  | 1  | 8 | 0 | 1 | 7 | 4  | 38 | +34 |
| PG - pontos ganhos; J - jogos; V - vitórias; E - empates; D - derrotas; GP - gols pró; GC - gols contra; SG - saldo de gols |            |    |   |   |   |   |    |    |     |

## Campeão Geral
| Campeonato Catarinense de Futebol Feminino de 2011 |
| -------------------------------------------------- |
| Kindermann 4º Título                               |

## Artilharia
Atualizado em 6 de julho às 20:27 UTC-3.
| Gols | Jogador  | Time       |
| ---- | -------- | ---------- |
| 14   | Andressa | Kindermann |
| 7    | Marise   | Olympya    |
| 6    | Gabi     | Muller     |
| 5    | Thatiane | Avaí       |
| 4    | Bárbara  | Muller     |
| 4    | Ivonete  | Avaí       |
| 4    | Juliana  | Olympya    |
| 4    | Tainá    | Kindermann |